# USC Landhaus Wien
Der USC Landhaus Wien ist ein österreichischer Frauenfußball-Verein aus dem Bezirk Floridsdorf der Bundeshauptstadt Wien. Der Verein spielte im Rahmen einer Kooperation mit der FK Austria Wien von der Saison 2018/19 bis 2020/21 als SG USC Landhaus/FK Austria Wien in der ÖFB Frauen-Bundesliga, der höchsten Spielklasse im österreichischen Frauenfußball. Seit der Saison 2021/22 ist der Verein wieder eigenständig und ist wieder in der 2. österreichischen Frauenliga vertreten. Seit der Saison 2022/23 besteht eine Spielgemeinschaft mit dem Floridsdorfer AC. Die Vereinsfarben sind Blau und Gelb.

## Geschichte
Gründungsgeschichte
Gegründet wurde die Damenmannschaft 1968 von Gerhard Traxler. Im selben Jahr trat die Mannschaft als eigene Sektion dem USC Landhaus bei. Frauenfußball war zu der damaligen Zeit in Österreich praktisch nicht vorhanden, der damalige Obmann des USC Landhaus, Walter Dragoun, bewies jedoch Weitsichtigkeit und nahm die Frauenmannschaft sofort in den Verein auf. Der USC Landhaus zählt damit zu den ältesten und bekanntesten Frauenfußballvereinen Österreichs. Die Aufnahme des offiziellen Spielbetriebs erfolgte am 1. Jänner 1969. Gründungsvater Gerhard Traxler fungierte damals nicht nur als Sektionsleiter, sondern war auch der erste Trainer der Mannschaft. Der Verein suchte sich seine Gegner im Ausland, vor allem in der Tschechoslowakei, da es in Österreich noch keine Gegnerinnen gab. Im Jahr 1971 wurde der USC Landhaus schließlich als erster Frauenfußballverein in den Wiener Fußballverband aufgenommen.
Meisterschaft und Pokal
Für die Saison 1972/73 wurde erstmals eine österreichische Meisterschaft und ein österreichischer Cupbewerb im Frauenfußball ausgeschrieben. Die Meisterschaft wurde vom Wiener Fußballverband organisiert und trug den Namen Damenliga Ost bzw. Wiener Frauenliga. Erster Meister wurden die Damen des Favoritner AC. Die Frauen des USC Landhaus Wien erreichten den ersten Vizemeistertitel und mit dem Sieg im Pokalfinale über den SV Kagran (16:0 und 10:0) den ersten Pokalsieg der Vereinsgeschichte. Im Jahr 2000 wurde Nina Aigner vom USC Landhaus österreichische Torschützenkönigin mit 27 Treffern. Bis heute hält der USC Landhaus Wien bei zwölf Meistertiteln, elf Pokalsiegen und einem Supercupsieg. Damit ist der Klub der erfolgreichste Frauenfußballverein Österreichs. Den letzten Meistertitel feierte der Verein im Jahr 2001. Seither fand beim USC Landhaus ein Generationswechsel statt, der die lange Erfolgsserie etwas unterbrach. Mit dem Vizemeistertitel 2004 zeigten die Spielerinnen jedoch an, dass die Erfolgsserie des Vereins weitergehen wird. In diesem Jahr ergab sich für die Mannschaft durch den Verzicht des FC Südburgenland auf die Teilnahme am Supercup die Möglichkeit, statt der Burgenländerinnen anzutreten. Das Spiel wurde am 9. Juli 2004 als Vorspiel zum Supercup der Männer im Stadion Graz-Liebenau ausgetragen und brachte der Landhaus-Elf eine knappe Niederlage im Elfmeterschießen gegen den Meister SV Neulengbach.
Auslandsturniere und UEFA-Wettbewerbe
Im Laufe seines Bestehens errang der USC Landhaus auch im Ausland große Beachtung und wurde zu zahlreichen Turnieren in Ungarn, Tschechien, Deutschland und Frankreich eingeladen.
2001/02 nahm der Verein am erstmals ausgetragenen UEFA Women’s Cup teil und traf dabei in Gruppe 5 in Helsinki (Finnland) auf die Meister Torres Terra Sarda (Italien), HJK Helsinki (Finnland) und KÍ Klaksvík (Färöer). Die Österreicherinnen konnten mit der Spielstärke ihrer Gegnerinnen jedoch nicht mithalten und schieden nach drei Niederlagen bereits in der ersten Runde aus.
Erst 2018/19 qualifizierte sich der Verein erneut für die UEFA Women’s Champions League und schied beim Qualifikationsturnier in Lettland als Gruppendritter mit einem Sieg und zwei Niederlagen aus.
Kooperation/Übernahme FK Austria Wien
Im Rahmen einer Kooperation mit dem FK Austria Wien, die 2015 beschlossen wurde spielte das C-Team des Vereins in der Saison 2017/18 als Austria Wien Ladies in der Wiener Landesliga. In der Saison 2018/19 spielte das erste Team als SG USC Landhaus/FK Austria Wien in der ÖFB Frauen-Bundesliga und ein zweites in der 2. Liga Ost/Süd. Während das erste Team in der ÖFB Frauen-Bundesliga weiterspielte, wechselte das zweite Team in der Saison 2019/20 in die neugegründete Future League. Die zweiten Frauenteams von den Vereinen waren nicht mehr in der ÖFB Frauen-Bundesliga und in der 2. Liga spielberechtigt. Ab der Saison 2021/22 spielten diese zwei Teams als FK Austria Wien.
Ende der Kooperation – eigenständiger Verein
Schon in den Anfängen der Kooperation 2015 hatte der USC Landhaus ein U14-Mädchen-Team, das über die folgenden Jahre aufgebaut wurde. Einige dieser Spielerinnen traten als USC Landhaus III oder als FK Austria Wien AKA in der Saison 2016/17 auf. Das Team rund um den USC Landhaus III belegte in der Saison 2021/22 den 2. Platz der Wiener Frauen Liga und stiegen als USC Landhaus, als die Kooperation mit der FK Austria Wien und die Übernahme erfolgte, in die 2. Liga auf. Die FK Austria Wien AKA verblieb als FK Austria Wien III in der Wiener Frauen Liga.
Kooperation Floridsdorfer AC
Nach der Saison 2021/22, in der der Sportclub in der 2. Frauenliga den 10. Platz belegte, gründete die Kampfmannschaft des USC Landhaus eine Spielgemeinschaft mit dem Floridsdorfer AC, der eine Frauenfußballsektion gründen möchte, und stieg in die 2. Liga ein.

## Kader Saison 2024/25
Stand: 9. Oktober 2024
| 24 | Sabine Baumann          | Osterreich |
| 96 | Katharina Lichtenberger | Osterreich |

| 04 | Romina Bell       | Osterreich |
| 17 | Sandra Pribilová  | Slowakei   |
| 19 | Chiara Schramek   | Osterreich |
| 25 | Gina Babicky      | Osterreich |
| 28 | Johanna Schneider | Osterreich |
| 99 | Ina Schwarzbauer  | Osterreich |

| 06 | Melanie Lienbacher   | Osterreich  |
| 08 | Juliette Schafhauser | Osterreich  |
| 10 | Marcella Dworak      | Osterreich  |
| 11 | Carina Melchior      | Osterreich  |
| 13 | Michelle Benkö       | Osterreich  |
| 15 | Agustina Marani      | Argentinien |
| 16 | Pia Steiner          | Osterreich  |
| 20 | Juliana Siever       | Deutschland |
| 22 | Enkeleida Veseli     | Osterreich  |

| 02 | Jasmin Fiebiger | Osterreich |
| 21 | Patricia Dabic  | Kroatien   |
| 79 | Arlisa Ismajili | Osterreich |

## Betreuerteam
- Dieter Sachs Cheftrainer
- Tomas Scheiber Co-Trainer
- Michael Straka Torwarttrainer
- Jürgen Malecek Masseur[3]

## Nachwuchsarbeit
Besonderes Augenmerk legen die Vereinsverantwortlichen des USC Landhaus auf die Jugendarbeit. So spielt die B-Mannschaft des Vereins in der 2. Division Ost und konnte in dieser Liga bereits viermal den Meistertitel feiern. In dieser Mannschaft werden junge Spielerinnen eingesetzt, die so die nötige Spielpraxis und Erfahrung sammeln können, um sich in die Bundesligamannschaft hochzuarbeiten.
Weiters gab es (Mai 2010) drei Nachwuchsmannschaften in den Altersstufen U11, U13 und U15 die ebenfalls an regionalen bzw. überregionalen Meisterschaften teilnehmen.
In der Saison 2008/09 konnte in der neu gegründeten „Mädchen Nachwuchsliga Ost“, an der derzeit Wiener, niederösterreichische und burgenländische Vereine teilnehmen, in den Altersstufen U12 und U14 der Meistertitel errungen werden. In der Saison 2009/10 wird dieser Bewerb in den Altersstufen U13 und U15 ausgetragen.
In der Saison 2016/17 spielte die U10 gegen U9-Burschen aus der C-Liga. Die U12 und U14 spielten in der Mädchenliga Ost auch gegen niederösterreichische Mädchenvereine.

## Titel und Erfolge

### Titel
- 12 × Österreichischer Meister: 1974, 1976, 1978, 1981, 1982, 1983, 1988, 1989, 1995, 1997, 2000, 2001
- 11 × Österreichischer Cupsieger: 1973, 1975, 1976, 1980, 1986, 1987, 1988, 1997, 2000, 2001, 2002
- 1 × Österreichischer Supercupsieger: 2002

### Erfolge
- 13 × Österreichischer Vizemeister: 1973, 1975, 1977, 1984, 1985, 1992, 1993, 1994, 1996, 1998, 2004, 2006, 2018
- 9 × Österreichischer Pokalfinalist: 1974, 1977, 1982, 1983, 1991, 1994, 1999, 2008, 2019
- 4 × Meister 2. Division Ost: 1983, 1984, 1985, 1989 (jeweils USC Landhaus II)
- 1 × Teilnahme UEFA Women’s Cup: 2002

## Bekannte Spielerinnen
- Nina Aigner, österreichische Nationalspielerin
- Irene Fuhrmann, österreichische Nationalspielerin und -trainerin
- Anna Gasper
- Monika Geržová, slowakische Nationalspielerin
- Marion Gröbner, österreichische Nationalspielerin
- Kamila Hudecová, slowakische Nationalspielerin
- Virginia Kirchberger, österreichische Nationalspielerin
- Nathaly Maza
- Jana Roziaková, slowakische Nationalspielerin
- Denisa Štefanová, slowakische Nationalspielerin
- Orsolya Várkonyi, ungarische Nationalspielerin